# Stonewall Manila
Stonewall Manila, o la Revolución del Orgullo, fue una manifestación histórica a favor de la comunidad LGBT y contra el aumento de precios celebrada en Ciudad Quezon, Metro Manila, el 26 de junio de 1994.

## Evento
La marcha del orgullo de 1994 fue organizada por la Iglesia Comunitaria Metropolitana (MCC) y la Organización Progresista de Gays en Filipinas (Progay) el 26 de junio y fue apodada como Stonewall Manila como una conmemoración del 20 aniversario de los disturbios de 1969 en Stonewall Inn en los Estados Unidos. También se la conoció como la Revolución del Orgullo.
La ruta del desfile comenzó desde la intersección de EDSA y Quezon Avenue hasta el Círculo memorial a Quezon.
Asistieron aproximadamente entre 50 y 60 personas. 
La marcha finalizó al pie del Santuario Memorial de Quezón, donde se celebró una misa a cargo del pastor del MCC, Richard Mickley. Se leyó el documento denominado El Manifiesto Gay, en el que Progay pide mejores condiciones sociales para la comunidad LGBT, especialmente para aquellos que también son indigentes.

## Objetivos
Según Progay, la manifestación tenía tres objetivos:
- Conmemoración de los disturbios de Stonewall de 1969
- Expresar oposición a la discriminación contra las personas LGBT
- Manifestar su oposición a la implementación del Impuesto al Valor Agregado ante el alza del precio del petróleo

## Impacto
En aquel momento la cobertura periodística fue mínima, pero con el tiempo la marcha conseguiría suficiente tracción mediática. El pastor de MCC, Richard Mickey, recuerda haber sido invitado al programa de entrevistas Mel and Jay, que era popular en Filipinas en ese momento.

## Legado
Stonewall Manila es considerada a menudo como la primera marcha del orgullo en Asia. Aunque la naturaleza del evento como una marcha del orgullo se debe a que los temas tratados no eran todos específicos de LGBT (por ejemplo, el aumento del precio del petróleo).
Otras opiniones disidentes sobre la calificación del evento como la primera marcha del orgullo en Filipinas o como una marcha del orgullo en general incluyen:
- La falta de representación fuera del ámbito gay y bisexual, como lo son las lesbianas y las mujeres trans.
- Podría decirse que la naturaleza militante del evento hace que éste sea más una protesta radical que una marcha del orgullo.
- La Marcha Lésbica de marzo de 1992 del Colectivo Lésbico precede a la marcha de MCC y Progay.[6][7]

En 1996 se celebró la primera marcha del Orgullo en Metro Manila, considerada por algunos como la primera verdadera marcha del orgullo debido a su mayor escala que la relativamente pequeña manifestación de 1994.